# Александър Аверкин
Александър Петрович Аверкин (на руски: Александър Петрович Аверкин; р. 10 февруари 1935 в Шафторка, Рязанска област, п. 1 август 1995 в Москва) е съветски композитор и хармонист. Заслужил артист на Руската федерация (1994). Заслужил артист на Мордовската АССР (1976).

## Биография
Завършва търговско училище, работи като тенекеджия в изложбен комплекс „Изложение на постиженията на националната икономика“. Служи като танкист в Таманската дивизия.
През 1952 – 1954 г. работи като баянист-корепетитор на различни ансамбли. През 1959 – 1961 г. учи в музикалния колеж „Гнесин“. През 1952 – 1955 г. участва в семинара на самодейните композитори в Съюза на композиторите на СССР (начело с Александър Абрамовски).
От 1962 до 1967 г. е инструктор в Политическото управление на Московския военен окръг. От 1968 г. е член на Съюза на композиторите на СССР. От 1970 г. е художествен ръководител на ансамбъл „Москонцерт“ „Раждането на една песен“. През 1975 г. завършва диригентския и оркестровия отдел на Московския културен институт.
Погребан е в Гробище Кунцево, Москва.

## Личен живот
Баща му е Пьотър Егорович Аверкин. Убит в защита на Москва. Майка му е Анна Алексеевна.
През 50-те години на XX век живее в граждански брак с Людмила Зикина в продължение на няколко години.
Има двама незаконни сина и дъщеря, родени в брак с певицата Любов Кузмичева.
Съпруга – Аверкина Галина Василиевна.

## Творчество
Опери, оперети
- „Златен шпайклет“ (детска опера)
- „Печора осъмва“ (1963, оперета)
- „Времето на Антоновка“ (музикална комедия)
- Награда „Г-н Арно“ (оперета)

Концерти
- за Баян и оркестър на народните инструменти (1974)
- за балалайка с оркестър от народни инструменти (1972)

Песните на Аверкин са включени в репертоара на Людмила Зикина, Олга Воронец, Александра Стрелченко, Анна Литвиненко, както и хорови групи – Академичния хор на руските песни на Всесъюзното радио и Централната телевизия на Н. Кутузов, Рязанския народен хор, Народния хор на Волга и др.
Избрани публикации
- Сватбен пръстен: Стихотворения, песни, песни.
- Песни за глас в съпровод на пиано/акордеон/китара.
- Парчета за дует от акордеони.
- С песен в Русия.
- Хорове и песни без съпровод и придружени от акордеон.
- Дрънкулки, припеви, страдание.

## Награди и признание
- Заслужил артист на Мордовската АССР (1976)
- Заслужил артист на Русия (1994)
- Почетен гражданин на град Сасово (Рязанска област), град Зеленокумск (Ставрополски край), село Мухоршибир (Бурятия)

## Памет
Следните са кръстени на Александър Аверкин:
- улица в град Сасово
- улица в град Ялта, Крим
- Детска музикална школа
- Музей на руската песен.[9]
- От 1997 г. в град Сасово се провежда ежегодният Всеруски фестивал на народното творчество „Александър Аверкин“.
- Регионалната дума на Рязан учредява наградата за регион Рязан, кръстена на Аверкин.